# Sherwoodia
Sherwoodia là một chi thực vật có hoa trong họ Diapensiaceae.

## Loài
Chi Sherwoodia gồm các loài: